# Archevêque de St Andrews

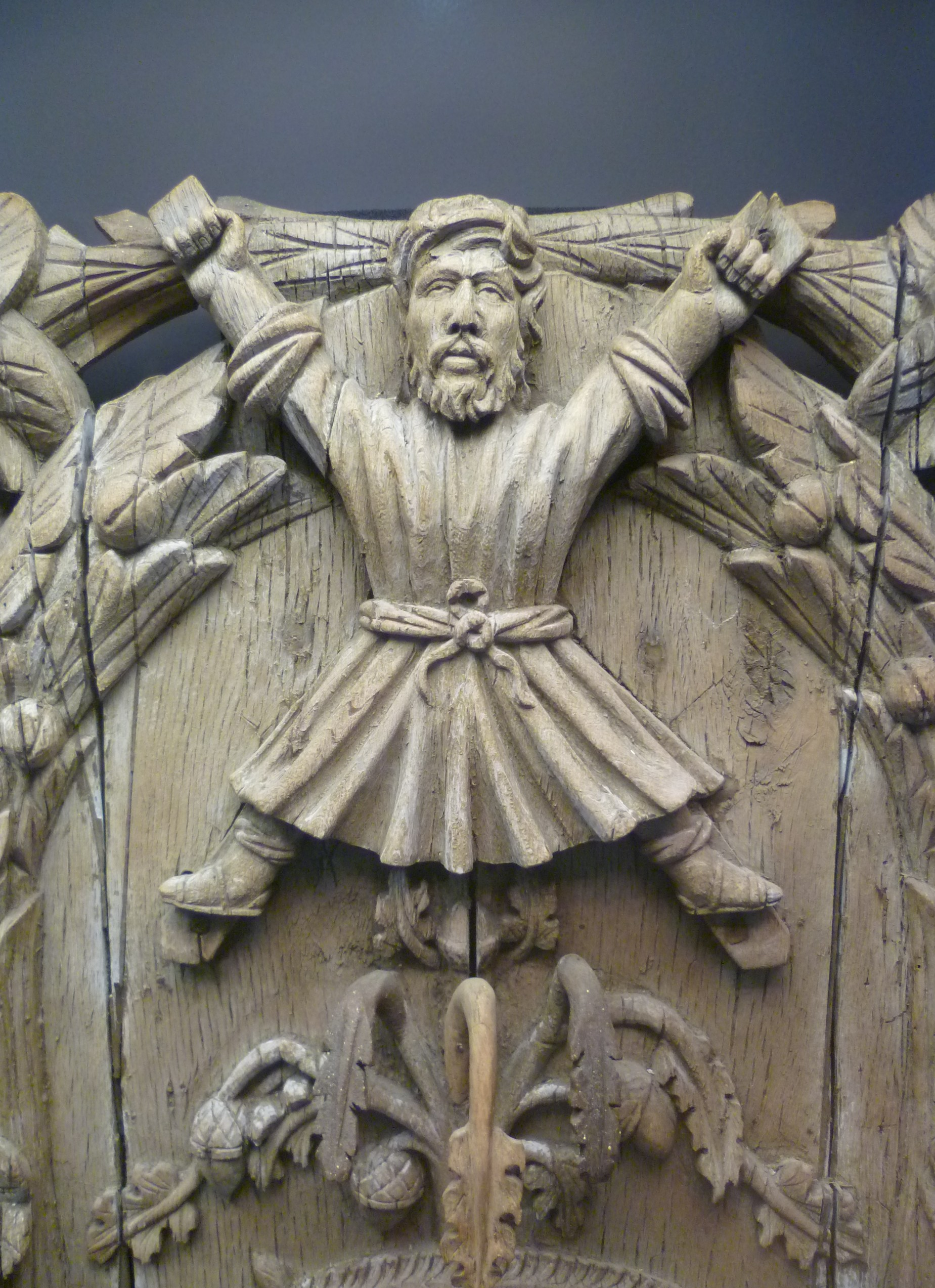
Saint André représenté sur un blason du XVIe siècle à St. Andrews.

L'évêque de St Andrews est le chef ecclésiastique du diocèse de St Andrews, en Écosse. Il est élevé au rang d'archevêque en 1472. Son siège est la cathédrale de St Andrews.

## Histoire
Le nom St Andrews n'est pas le nom originel de cette église, qui s'appelait autrefois Cellrígmonaid, puis la ville devient Kilrymont en orthographe non-gaélique. Aujourd'hui St Andrews a remplacé Kilrymont et ses variantes aussi bien pour le nom de la ville que pour celui de l'évêché.
L'évêché lui-même a été créé entre 700 et 900 lors de la fusion des églises des Pictes et Scots devenue effective sous le règne du roi Constantin Ier d'Écosse. Au XIe siècle, il s'agit du plus important évêché du royaume d'Écosse. Il en devient le premier archevêché en 1472.
L'Église d'Écosse rompt avec la papauté en 1560, mais elle conserve des évêques jusqu'en 1689, à l'exception de la période 1638-1661. Après 1689, la succession épiscopale se poursuit au sein de l'Église épiscopalienne écossaise, mais le titre d'archevêque de St Andrews, vacant après la mort d'Arthur Rose (en) en 1704, est aboli en 1731 et l'ancien diocèse est administré par les évêques de Fife (1731-1837), puis de Fife, Dunkeld et Dunblane (1837-1844) et enfin de St Andrews, Dunkeld et Dunblane (depuis 1844). L'Église catholique a également recréé un titre d'archevêque de St Andrews et Édimbourg en 1878.

## Liste des évêques puis archevêques de St Andrews

### Epscop Alban
Selon William Forbes Skene la liste des évêques d'Alban est la suivante .
- Cellach Ier
- Fothad Ier (en)
- Máel Ísu Ier (en)
- Cellach II (en)
- Máel Muire
- Máel Ísu II
- Ailín
- ? – 1055 : Máel Dúin
- 1055-1059 : Túathal
- 1059 ? – 1093 : Fothad II
- 1093-1107 : Giric

### Évêque de St Andrews
- 1107-1115 : Turgot de Durham
- 1120-1124 : Eadmer
- 1124-1159 : Robert de Scone
- 1160-1162 : Ernald (en)
- 1163-1178 : Richard le Chapelain (en)
- 1178-1188 : Hugues le Chapelain (en)
- 1178-1188 : John Scotus (en) (en opposition à Hugues)
- 1189-1202 : Roger de Beaumont (en)
- 1202-1238 : William de Malveisin (en)
- 1238 : Geoffrey de Liberatione (refusé par le pape)
- 1238-1253 : David de Bernham
- 1253 : Robert de Stuteville (refusé par le pape)
- 1254-1254 : Abel de Gullane
- 1255-1271 : Gamelin
- 1271-1279 : William Wishart (en)
- 1279-1297 : William Fraser
- 1297-1328 : William de Lamberton
- 1328-1332 : James Bane (en)
- 1332-1342 : William Bell (en)
- 1342-1385 : William de Landallis (en)
- 1385 : Stephen de Pa (en) (jamais confirmé)
- 1385-1401 : Walter Trail (en)
- 1401-1402 : Thomas Stewart (en)
- 1402 : Walter de Danielston (en) (mort avant d'être confirmé)
- 1402-1403 : Gilbert de Greenlaw (refusé par le pape)
- 1403-1440 : Henry Wardlaw
- 1440-1465 : James Kennedy
- 1465-1472 : Patrick Graham (en)

### Archevêques de St Andrews
- 1472-1478 : Patrick Graham (en)
- 1478-1497 : William Scheves (en)
- 1497-1504 : Jacques Stuart
- 1504-1513 : Alexandre Stuart
- 1513 : John Hepburn (en) (refusé par le pape)
- 1513-1514 : William Elphinstone (mort avant d'être confirmé)
- 1513-1514 : Gavin Douglas (refusé par le pape)
- 1514-1521 : Andrew Forman
- 1522-1539 : James Beaton
- 1539-1546 : David Beaton
- 1547/1549-1571 : John Hamilton (en)
- 1571 : Gavin Hamilton (en)
- 1572-1574 : John Douglas (en)
- 1576-1592 : Patrick Adamson
- 1604-1615 : George Gledstanes (en)
- 1615-1639 : John Spottiswoode
- 1661-1679 : James Sharp
- 1679-1684 : Alexander Burnet (en)
- 1684-1689 : Arthur Rose (en)